# روسباخ (وستروالدکرایس)
روسباخ (به آلمانی: Roßbach) یک شهر در آلمان است که در وستروالدکرایس واقع شده‌است. روسباخ ۹۰۶ نفر جمعیت دارد.